# Gdeszyn-Kolonia
Gdeszyn-Kolonia – kolonia w Polsce położona w województwie lubelskim, w powiecie zamojskim, w gminie Miączyn.
W latach 1975–1998 miejscowość administracyjnie należała do województwa zamojskiego.
Kolonia jest sołectwem w gminie Miączyn. Według Narodowego Spisu Powszechnego z roku 2011 kolonia liczyła 269 mieszkańców.
Wierni Kościoła rzymskokatolickiego należą do parafii Wniebowzięcia Najświętszej Maryi Panny w Gdeszynie.

## Historia
Gdeszyn Kolonia powstała w latach 1918-1920, w wyniku parcelacji majątku Gdeszyn. W 1921 roku Kolonia Gdeszyn liczyła 61 domów i 400 mieszkańców. 